# Nosegrab
Un Nosegrab est un trick ou figure acrobatique de skateboard qui consiste à saisir la planche avec une main au niveau du nose (avant de la planche) le tout en l’air en faisant un ollie.